# Leandro Freire de Araújo
Leandro Freire de Araújo (født 21. august 1989) er en brasiliansk fodboldspiller, som spiller for den japanske fodboldklub Shonan Bellmare.